# Рабинович, Иосиф Александрович
Иосиф Александрович (Шабелевич) Рабинович (13 (25) февраля 1895, Ташкент — 1 октября 1977, Москва) — советский скульптор.

## Биография
Иосиф Рабинович родился 13 (25) февраля 1895 года в Ташкенте. В 1912—1916 годах учился на юридическом факультете Московского университета. В 1919—1922 годах учился в ГСХМ ВХУТЕМАСе в Москве у И. С. Ефимова и С. Т. Коненкова. В 1926 году одновременно со скульптурой начал изучать графику. Член Ассоциации художников революции в 1929—1932 годах и Союза художников СССР с 1932 года.
Участвовал в художественных выставках с 1929 года. Работал в области монументальной, монументально-декоративной, мемориальной и садово-парковой скульптуры.

## Работы
- Пионер и пионерка (1932)[4]

Бюст П. Л. Чебышёва

- Восстание на броненосце «Потёмкин» (1933, гипс)[3]
- Пионерка (1934)[5]
- Колхозница (1934)[4]
- Женский торс (1935, бронза)[1]
- Каменщик (1937, гипс)[6]
- Пионерка (1940)[7]
- Скульптурное оформление Яузского шлюза (1940; совместно с Н. И. Шильниковым)[4]
- Рельеф на надгробии И. Д. Шадра (1946, мрамор)[8]
- Портрет Семёна Дежнёва[4]
- Бюст И. Ф. Павлова (1948)[4]
- Надгробие П. М. Садовскому (1948)[4]
- Надгробие партизану-комсомольцу Ю. Озоль (1948)[4]
- Памятник Павлику Морозову в Москве (1948, бронза; не сохранился)[9]
- Проект памятника В. В. Куйбышеву (1949, гипс)[2]
- Надгробие В. Я. Шишкову (1949)[4]
- Барельефы на станции метро «Парк культуры» Кольцевой линии Московского метрополитена (1950, мрамор)[10][11]
- Памятник В. Я. Шишкову в Бежецке (1950, бронза)[12]
- Бюст П. Л. Чебышёва на Аллее учёных МГУ (1953, гранит)[13]
- Рельеф на надгробии В. М. Виноградовой на Новодевичьем кладбище в Москве (1955, мрамор)[14]
- Мемориальная доска А. В. Неждановой (Москва, Брюсов пер., дом 7; 1956, мрамор)[15]
- Мемориальная доска И. Д. Шадру (Москва, Брюсов пер., дом 7; 1958, бронза)[15]
- Мемориальная доска Г. К. Савицкому (Москва, Лаврушинский пер., дом 3/8, стр. 2; 1962, бронза)[15]
- Мемориальная доска Л. А. Говорову (Москва, Девичьего Поля пр., дом 4; бронза)[15]